# Bělkovice-Lašťany
Bělkovice-Lašťany is een Moravische gemeente in de Tsjechische regio Olomouc, en maakt deel uit van het district Olomouc. Bělkovice-Lašťany telt 2277 inwoners (2023). De gemeente bestaat uit twee dorpen Bělkovice en Lašťany die samen een tweelingdorp vormen. Door de gemeente stroomt de beek Trusovický potok. 

## Geschiedenis
- 1078 – De eerste schriftelijke vermelding van Lašťany.
- 1238 – De eerste schriftelijke vermelding van Bělkovice.
- 1960 – Het ontstaan van de gemeente Bělkovice-Lašťany door het samenvoegen van de gemeenten Laštany en Bělkovice.[1]

## Aanliggende gemeenten
| Aangrenzende gemeenten | Aangrenzende gemeenten | Aangrenzende gemeenten | Aangrenzende gemeenten | Aangrenzende gemeenten |
| ---------------------- | ---------------------- | ---------------------- | ---------------------- | ---------------------- |
| Šternberk              |                        |                        |                        | Domašov u Šternberka   |
|                        |                        |                        |                        |                        |
|                        |                        |                        |                        |                        |
|                        |                        |                        |                        |                        |
| Bohuňovice             |                        |                        |                        | Dolany                 |